# La Presa, Guanajuato
La Presa är en ort i Mexiko.   Den ligger i kommunen Comonfort och delstaten Guanajuato, i den centrala delen av landet, 220 km nordväst om huvudstaden Mexico City. La Presa ligger 1 874 meter över havet och antalet invånare är 465.
Terrängen runt La Presa är huvudsakligen kuperad, men västerut är den platt. Runt La Presa är det ganska tätbefolkat, med 149 invånare per kvadratkilometer. Närmaste större samhälle är Comonfort, 6,7 km väster om La Presa. I omgivningarna runt La Presa växer huvudsakligen savannskog.